# غرق‌شدن مهاجران اهل ایران در کانال مانش

خانواده ایران‌نژاد

غرق‌شدن مهاجران اهل سردشت ،ایران در کانال مانش حادثه‌ای بود که در آن چندین نفر از جمله یک خانواده ایرانی در کانال مانش غرق شدند. رسول ایران‌نژاد ۳۵ ساله، همسرش، شیوا محمد پناهی ۳۵ ساله، آنیتا ایران‌نژاد ۹ ساله و آرمین ایران‌نژاد ۶ ساله از افراد غرق‌شده هستند. اجساد همه آنان پیدا شد؛ ولی فرزند ۱۵ ماهه به اسم آرتین هنوز مفقود است. غرق شدن آرتین و خانواده‌اش در این سفر دریایی پرخطر باعث شد تا تصویر او به عنوان نمادی از مصائب آوارگان و پناهندگان در صفحه نخست روزنامه‌های انگلستان منتشر شود و موجی از واکنش‌ها در نقاط مختلف دنیا نسبت به این موضوع برانگیخته شود.
یکی از دوستان خانواده ایران‌نژاد در کمپ دونکرک گفته است که آنها ۷ اوت از ایران عازم ترکیه شدند. سپس با قایق به ایتالیا رفته و یک ماه پیش به فرانسه رسیدند و حدود ۲۴ هزار یورو به قاچاقچیان پرداخت کرده بودند. به گفته برادر رسول ایران‌نژاد، او همه چیز خود را فروخته بود تا بتواند به اروپا مهاجرت کند. تحقیقات در مورد مرگ این خانواده از طرف دادستانی دونکرک انجام می‌شود. بستگان خانواده ایران‌نژاد در ایران گفته‌اند که برای بازگرداندن اجساد آنها به ایران باید حدود ۹۰ هزار پوند پول پرداخت کنند.

## زمینه
به علت وقوع بحران اقتصادی در ایران، بسیاری از مردم افراد راه مهاجرت را انتخاب می‌کنند.
در آبان ۱۳۹۹، کمال حسین‌پور، نماینده سردشت در مجلس گفت که «شرایط به گونه‌ای شده» که مردم ایران مثل این خانواده «هرچه دارند می‌فروشند» تا بتوانند به صورت قاچاق خود را به اروپا برسانند. او با اشاره به وضعیت بد صنعت و کشاورزی در شهر سردشت گفت که در پنج ماه گذشته، «بیش از هزار نفر» از جوانان سردشتی «از کشور مهاجرت کرده‌اند». به گفته وی برخی از مهاجرت‌ها به صورت خانوادگی صورت می‌گیرد و علت آن را ناتوانی افراد در «تأمین معیشت و ادامه زندگی» است.
کانال مانش قسمتی از اقیانوس اطلس است که این اقیانوس را به دریای شمال پیوند می‌دهد و در شمال فرانسه و جنوب انگلیس قرار می‌گیرد.
در سال ۲۰۱۵، بسیاری از پناه‌جویان با سوارشدن روی کامیون‌ها یا وسایل نقلیه دیگر، سعی می‌کردند که به بریتانیا برسند ولی به دلیل افزایش نیروهای امنیتی در بندرگاه‌ها برای بازرسی وسایل نقلیه‌ای که از فرانسه وارد می‌شوند، باعث شده که افراد این راه به شدت پرخطر را انتخاب کنند. کانال مانش پرترافیک‌ترین و شلوغ‌ترین خط کشتیرانی در جهان است. براساس آمار سازمان بین‌المللی مهاجرت، درهشت ماهه اول سال ۲۰۲۰، ۵۵۴ نفر در راه رسیدن به اروپا در این کانال جان خود را از دست دادند. بعد از سال ۲۰۱۸ مهاجرت از طریق کانال مانش بالا رفت.

## شرح
روز ۶ آبان ۱۳۹۹، یک قایق حامل پناهجویان هنگام عبور از کانال مانش بین فرانسه و بریتانیا غرق شد. یک قایق بادبانی در حال عبور در ساعت ۹:۳۰ صبح به صورت اتفاقی این قایق را در ۲ کیلومتری فرانسه شناسایی کرد و آن را به مقامات فرانسوی اطلاع داد. عمیات نجات و جستجو با آمدن چهار فروند شناور فرانسوی، یک فروند بالگرد بلژیکی و یک قایق ماهیگیری فرانسوی آغاز شد ولی هنگام رسیدن تیم‌های امداد و نجات، قایق پناهجویان کامل به زیر آب رفته بود.
۱۵ نفر از سرنشینان که ایرانی بودند به بیمارستان رسانده شدند ولی نوزاد خانواده ایران نژاد پیدا نشد. رسول ایران‌نژاد غرق شد ولی همرش و دو فرزند خردسال آنان در اثر ایست قلبی درگذشتند و تلاش احیا کردن آنان ناموفق بود. این خانواده کرد از روستای گلینه (سردشت) از توابع سردشت آذربایجان غربی بودند.
ایندیپندنت نوشت که چهار عضو خانواده کرد بودند و «صبح روز سه‌شنبه در محدوده سواحل دانکرک فرانسه غرق شدند. این اتفاق بدترین فاجعه مهاجرت قایقی در کانال مانش را رقم زد. فرزند ۱۵ ماهه این خانواده، آرتین، هنوز پیدا نشده‌است.». یک پناه‌جوی ۲۳ ساله که در ماه قبل حادقه از کانال مانش عبور کرده بود، گفت این خانواده را تابستان در ترکیه دیده بود و در تأمین پول جهت مهاجرت از طریق یونان به قاچاقچیان مشکل داشتند. آنان یک ماه در کاله در یک چادر زندگی کرده بودند و می‌خواستند که به انگلستان بروند.
به گفته یکی از بستگان این خانواده، آنها برای رسیدن به بریتانیا با قایق بادی به قاچاقچیان انسان حدود ۲۱ هزار پوند پول داده بودند.

## بازداشت
دادستان دانکرک اعلام کرد یک مرد ۳۷ ساله ایرانی که هدایت قایق آنها را به عهده داشته بازداشت شده‌است. به گزارش رویترز، این فرد در صورتی‌که جرمش ثابت شود به ۱۰ سال زندان و پس از آن اخراج از فرانسه محکوم خواهد شد. در حال حاضر، این شخص به قتل غیرعمد، به خطر انداختن جان دیگران و همکاری با باندهای جنایی سازمان‌یافته متهم است. به گفته دادستان دانکرک تحقیقات برای برچیدن این باند قاچاق انسان ادامه دارد.
گارد ساحلی فرانسه گفت قاچاقچیان بیش از حد ظرفیت این قایق سرنشین سوار کرده و در «شرایط بسیار نامناسب» آب‌وهوایی و ناآرام بودن دریا به قاچاق پناهجویان اقدام کرده‌اند.

## برگرداندن جسد
اعلام شد برای بازگرداندن اجساد آنها ۳۰۰ میلیون تومان پول لازم است.
روزنامه شرق روز شنبه ۱۰ آبان ۱۳۹۹ از قول یک دوست نزدیک این خانواده گزارش داد برای بازگرداندن اجساد آنها حدود ۳۰۰ میلیون تومان پول لازم است. شرق به نقل از سلام ابراهیمی، دوست نزدیک رسول ایران‌نژاد، نوشت: «با نماینده سردشت در منزل هم صحبت کردیم و قول‌هایی داده‌اند، اما نماینده گفته، حدود ۳۰۰ میلیون برای انتقال اجساد لازم است و این هزینه برای این خانواده که تمام دارایی‌شان را برای انتقال بچه‌ها به خارج از کشور خرج کرده بودند، غیرممکن است.»
همزمان، جمشید پرویزی، رئیس اداره کنسولی وزارت امور خارجه در غرب کشور، گفت: «منابع مالی برای بازگرداندن اجساد خانواده ایران نژاد نداریم. حالا یا خانواده باید مبلغی را بپردازند یا در کمال تاسف اجساد در همان محل دفن خواهد شد.»
روز ۱۲ آبان ۱۳۹۹، سعید خطیب‌زاده، سخنگوی وزارت امور خارجه گفت: «ترتیبات لازم برای انتقال پیکرهای این حادثه» انجام خواهد شد و «براساس آخرین اخبار دریافتی از وزارت امور خارجه فرانسه و پلیس محل، تاکنون اجساد چهار نفر از اعضای این خانواده پیدا شده و تلاش‌ها برای یافتن آخرین عضو خانواده ادامه دارد.».

## واکنش‌ها
رسانه‌های انگلیسی بیشتر به این حادثه واکنش نشان دادند. از جمله روزنامه ایندپندنت بریتانیا بی‌بی‌سی بریتانیا دیلی میل روزنامه گاردین
بوریس جانسون نخست‌وزیر بریتانیا، پس از ابراز همدری با خانواده قربانیان گفت: «ما به فرانسه اعلام کردیم که برای انجام تحقیقات دربارهٔ این حادثه وحشتناک از هیچ پشتیبانی فروگذار نخواهیم کرد و همزمان تمام تلاش خود برای سرکوب گروه‌های بی‌رحم تبهکار به کار می‌بندیم، گروه‌هایی که مردم آسیب‌پذیر را عازم سفرهایی اینچنین خطرناک می‌کنند.».
گروه نجات کودکان طی بیانیه ای از از فرانسه و بریتانیا درخواست کرد که امنیت این خانواده‌ها اطمینان تأمین شود و تأکید کرد که «کانال انگلیس نباید به گورستان کودکان تبدیل شود.».
گروه «مراقبت از کاله» از بریتانیا درخواست کرد که راه قانونی برای رسیدن پناهندگان ایجاد کند؛ و گفت: «از دست دادن زندگی، باید برای صاحبان قدرت در فرانسه و بریتانیا زنگ بیدارباش به‌شمار آید».
محمدحسین مهدویان کارگردان ایرانی چند ویدئو و عکس در صفحه اینستاگرامش از آنیتا ایران‌نژاد حین انجام تست بازیگری منتشر کرد.